# دانيال ك. لودفيغ
دانيال ك. لودفيغ (بالإنجليزية: Daniel K. Ludwig)‏ هو مالك سفن ‏ أمريكي، ولد في 24 يونيو 1897 في ساوث هيفن في الولايات المتحدة، وتوفي في 27 أغسطس 1992 في مانهاتن في الولايات المتحدة.

## وصلات خارجية
- دانيال ك. لودفيغ على موقع الموسوعة البريطانية (الإنجليزية)
- دانيال ك. لودفيغ على موقع مونزينجر (الألمانية)
- دانيال ك. لودفيغ على موقع إن إن دي بي (الإنجليزية)